# 片岡修二
片岡 修二（かたおか しゅうじ、1950年11月23日 - ）は、日本の映画監督・脚本家。北海道旭川市出身。

## 人物
関東学院大学経済学部中退。獅子プロダクションにて修業を積み、1983年『予告暴行・犯る!刺す!』でデビュー。以降ピンク映画にてアクションタッチの作品を次々と手がけ、一般映画・Vシネマにも進出する。「丘哲民」、「周知安」名義で脚本も手がける。

## 作品

### 映画
1983年
- 予告暴行 犯る!刺す!
- 移動売春 いっていいとも

1984年
- 凌辱!母娘くずし
- 黒い暴姦 婦警を襲う
- 赤い銃弾 疑惑の暴行
- 女囚残酷私刑
- SM 刺青本番
- 激撮ゲーム! 暴辱

1985年
- 逆さ吊し縛り縄
- 団地妻 尻奴隷
- 地下鉄連続レイプ
- 痴漢と制服
- OL誘拐犯 剥ぐ!

1986年
- 地獄のローパー、緊縛・SM・18才
- 地下鉄連続レイプ OL狩り
- SM・倫子のおもらし

1987年
- ザ・凌辱
- 痴漢電車 後ろで発車
- 団鬼六 人妻なぶり
- 地下鉄連続レイプ 制服狩り

1988年
- 愛人妻 あぶない情事
- 地下鉄連続レイプ 愛人狩り
- 痴漢電車 車内でエッチ
- 痴漢電車 あぶない太腿
- 人妻ワイセツ暴行
- 兄貴の嫁さん いん夢
- 豊丸伝説 超変態

1989年
- 若妻不法監禁

1990年
- 熟れた若妻 ザ・スワッピング
- 凌辱!白衣を剥ぐ
- ザ・高級売春　地獄の貴婦人

1991年
- 買春スペシャル　欲望貴族
- 高級ソープテクニック 究極の快楽

1992年
- 性感治療 白衣のわななき
- 高級ソープテクニック2 個室欲情
- 最新ピンサロ情痴 激写!!生本番
- ラブホテル・リポート 蜜の部屋
- 性風俗ドキュメント11 ザ・快楽

1994年
- 美里真理 教え子の眼の前で

1995年
- 女囚処刑人マリア PRISONER MARIA:THE MOVIE

1998年
- 酔夢夜景

2000年
- スチュワーデス禁猟区 昼も夜も昇天

2010年
- 女心と秋の空〜ふしだらな子猫〜（脚本）

2012年
- ストリッパー（脚本・監督）

2014年
- 農家の嫁 あなたに逢いたくて（脚本）

2016年
- 再会 禁じられた大人の恋（脚本）
- ゆれる心（脚本・監督）
- 母の恋人（脚本）

2017年
- ブレイブX 極道十勇士（脚本）

### オリジナルビデオ
1990年
- 首都高速トライアル2

1993年
- まるごし刑事

1994年
- パチンコ放浪記
- デカ玉金助三郎
- 任侠株式会社　会社の作り方教えます

1995年
- ジ・ゴ・ロ
- 賞・金・犬 WANTED!
- ジ・ゴ・ロ2
- 女忍（くノ一）蜜壷に秘められた淫術

1997年
- ハイエナの夜
- 詐話師 STING
- Mの究極
- デザイア Desire

1998年
- Another XX 狂愛 ＜ファナティック・ラブ＞
- 女弁護士　恥辱法廷
- 女教師犯す
- 女教師監禁奴隷!

1999年
- 満たされない人妻 昼下がりの秘密
- 満たされない人妻 情事の代償
- 真・雀鬼3 東西麻雀決戦

2000年
- 淫夢 さまよえる記憶
- 女刑事涼子 肉体の裁き
- 女刑事涼子 狙われた肉体
- ごろつき稼業 仕事人サブ
- 修羅の絆
- 真・雀鬼4 歌舞伎町・博徒通り
- 牝牌 女雀士・肉体の賭け
- 牝牌 復讐の闘魂
- 催淫カウンセラー 記憶の中の殺人者
- 真・雀鬼5 新宿麻雀決戦
- ホステスNo.1 再建屋みなみ

2001年
- 覗かれた女美容師 指先で感じて･･･
- 真・雀鬼6 復讐への対局
- 真・雀鬼7 さらば友よ、引き裂かれた麻雀
- 真・雀鬼8 確立五万分の一の死闘
- 真・雀鬼9 頂上決戦!裏プロVS表プロ
- 誘うスチュワーデス
- 密会 人妻ネット不倫
- 虜 極妻の性

2002年
- 真・雀鬼10 雀鬼VS黒の雀鬼! 悪夢の麻雀勝負
- 真・雀鬼11 奪われた死闘 片腕の代走屋
- 真・雀鬼12 卓上の反逆者たち
- 真・雀鬼13 闇のプロフェッショナル
- 看護婦女子寮 秘められた日記
- 女社長 男狩り
- 韓国恋愛小説 幻の女
- コリアンマダムの告白

2003年　
- コードネーム ナビ Mission1 殺しのルージュ
- CODENAME NABI Mission2：美しき獲物たち
- 真・雀鬼14 プロ雀士秘話! オーラスの向こう側
- 真・雀鬼15 雀神vs雀鬼! 120時間の死闘
- 真・雀鬼16 プロ雀士哀歌! 漢たちの絆
- 真・雀鬼17 魂を受け継ぐ者
- 美人妻の出会い 生と性の悦び
- 牝牌 賭ける柔肌、牝牌 肉体は武器
- 真夜中の診察室 誘惑のナースコール
- 真夜中の診察室 誘惑のフェティシズム
- 真夜中の診察室 誘惑のレースクイーン
- 危険な情事 堕ちてゆく柔肌

2004年
- 牝牌 汚された女雀士
- 牝牌 肉親愛に賭ける女たち
- 牝牌 嵌められた女雀士
- 牝牌 欲望の犠牲者
- 真・雀鬼18 死神と呼ばれた男
- 真・雀鬼19 心に棲む闇 狂乱の闘牌
- 真・雀鬼19／心に棲む闇 狂乱の闘牌
- 真・雀鬼 総集編 ［地獄の闘牌編］
- 真・雀鬼 総集編 ［伝説の裏ワザ士編］
- 真夜中の診察室 熱くだいて、だいて
- 汚された女たちスペシャル

2005年
- 若妻家庭教師 引き裂かれた柔肌
- 桜の代紋 血の報酬
- めざめ
- 修羅外道 ～本家襲撃～
- 誰かに見られてる
- 友達の母

2006年 
- 人妻家政婦 トライアングル
- 団地妻 人妻のある男性との秘められた恋
- 住越 浜野政吉 烈侠
- O嬢の恋
- 抱かれた看護師 熟年LOVE

2007年 
- 極道の紋章 シリーズ
- むこうぶち 高レート裏麻雀列伝（脚本・監督）
- むこうぶち2 高レート裏麻雀列伝　鬼の棲む荒野（脚本・監督）
- 色恋　濡れる女

2008年
- 官能エステティシャンの誘惑 柔肌に触れて
- むこうぶち3 高レート裏麻雀列伝 裏プロ（脚本・監督）
- むこうぶち4 高レート裏麻雀列伝 雀荘殺し（脚本・監督）
- むこうぶち5 高レート裏麻雀列伝 氷の男（脚本・監督）
- Eros d'O -Ｏ嬢の物語-
- 覗かれた女美容師 癒しのビューティーサロン
- 若妻家庭教師 ふたりだけの秘密

2009年
- むこうぶち6 高レート裏麻雀列伝 女衒打ち（脚本・監督）
- むこうぶち7 高レート裏麻雀列伝 筋殺し（脚本・監督）
- 運命のひと

2010年
- 高級人妻性感エステ オイルマッサージの恍惚
- 喪服未亡人M 密約遊戯
- 女のほんね 人と人の性愛に関するありさま
- むこうぶち8 高レート裏麻雀列伝 邪眼（脚本・監督）
- 隣の人妻 覗く男
- 欲望の虜 身も心も奪われた人妻

2011年
- 外道軍団
- 悪（ワル）と呼ばれた男
- リベンジ ～血の報復～
- 極道忠臣蔵

2012年
- 抗争の黙示録
- サムライ
- 中京統一戦線
- 不良の神様 ～瑠璃の鳴く頃に～
- 団鬼六 人妻なぶり
- 阿修羅への道
- むこうぶち9 高レート裏麻雀列伝 麻将（脚本・監督）
- むこうぶち10 高レート裏麻雀列伝 裏ドラ（脚本・監督）

2013年
- 血掟（おきて）
- 隣の女　逃げてきた花嫁

2014年
- 極道の紋章 外伝（脚本・監督）
- 盃外交（脚本・監督）
- 極道の教典1
- むこうぶち11 高レート裏麻雀列伝 鉄砲玉（脚本・監督）

2015年
- むこうぶち12 高レート裏麻雀列伝 付け馬（脚本・監督）
- 極道の教典2・3・4・5（監督）

2016年
- 極道（やくざ）の掟（脚本・監督）
- 極道（やくざ）の掟 第二章（脚本・監督）

2017年
- むこうぶち13 高レート裏麻雀列伝 壺（脚本・監督）
- 裏切りの仁義（脚本・監督）
- 發（アオ）の竜～逆転の闘牌～（脚本・監督）
- むこうぶち14 高レート裏麻雀列伝 相方（脚本・監督）
- 裏切りの仁義２（脚本・監督）
- 發（アオ）の竜～逆転の闘牌～ 第二章（脚本・監督）

2018年
- むこうぶち15 高レート裏麻雀列伝 麻雀の神様（脚本・監督）
- むこうぶち16 高レート裏麻雀列伝 無邪気（脚本・監督）

2020年
- 麻雀破壊神 むこうぶち傀 山師（脚本・監督）
- 麻雀破壊神 むこうぶち傀 相性（脚本・監督）

2021年
- 極道の紋章レジェンド1・2・3（脚本・監督）
- 極道の紋章レジェンド4・5・6（脚本・プロデューサー・監督）

2022年
- 極道の紋章レジェンド7・8・9・10・11・12（プロデューサー・監督）

2023年
- 極道の紋章レジェンド13・14・15・16・17・18（プロデューサー・監督）

2024年
- 極道の紋章レジェンド19（プロデューサー・監督）

## 出演
- ザ・緊縛（1984年、滝田洋二郎監督）
- 痴漢電車 下着検札（1984年、滝田洋二郎監督）